# Serafino Dubois
Serafino Dubois (* 10. Oktober 1817 in Rom; † 15. Januar 1899 ebenda) war der bedeutendste italienische Schachspieler des 19. Jahrhunderts.

## Leben und Schachkarriere
Dubois wuchs in Rom auf und verbrachte dort auch einen Großteil seines Lebens. Durch Veröffentlichungen und andere mit Schach verbundene Aktivitäten versuchte er als Berufsspieler seine Existenz zu bestreiten. Ab den späten 1840er Jahren galt Dubois als führender italienischer Meister.
Erschwerend für seine Laufbahn wirkten die besonderen Schachregeln seiner Heimat. In Italien galt das Recht der „freien Rochade“, d. h. König und Turm durften nach dem Sprung verschiedene mögliche Felder einnehmen, darunter die ursprüngliche Position der anderen Figur (also z. B. Te1 und Kh1). Es bestanden auch andere Abweichungen. Bauern, die mit einem Doppelschritt vorbeiziehen, konnten nicht en passant geschlagen werden. Ferner konnten Bauern nur in eine bereits geschlagene Figur umgewandelt werden. War noch keine eigene Figur geschlagen worden, musste der Bauer vorerst auf dem Umwandlungsfeld verharren.
Da größere Turniere erst langsam einsetzten, musste ein ehrgeiziger Spieler sich in damaliger Zeit auf Wettkämpfe gegen mögliche Rivalen beschränken. In Rom maß Dubois 1846 seine Kräfte mit dem englischen Spitzenspieler Marmaduke Wyvill, den er mit 55-26 bezwang und nur in mit Vorgaben (Bauer + Zug) gespielten Partien mit 30-39 unterlegen war. In den folgenden zwei Jahrzehnten bestritt Dubois zahlreiche Kämpfe und zeigte sich auch den stärksten Gegnern gewachsen. In seinen aktivsten Jahren muss Dubois zur Riege der weltbesten Schachspieler gerechnet werden. Seine genaue Spielstärke ist jedoch nur schwer einzuschätzen, da seine Leistung durch die Schwierigkeit der Umstellung auf die vorherrschenden Regeln zweifellos beeinträchtigt war.
Trotzdem trat Dubois mit Erfolg auf die internationale Bühne. In den Jahren 1855 und 1856 besuchte er das berühmte Café de la Régence in Paris und spielte dort gegen die führenden Meister. Er besiegte namentlich Jules Arnous de Rivière in einem größeren Wettkampf (+22 =3 −8).
Zuvor hatte Dubois die Teilnahme am ersten internationalen Schachturnier in London im Jahr 1851 aus materiellen Gründen absagen müssen. Im zweiten Londoner Turnier von 1862 erreichte er den fünften Rang (Sieger war Adolf Anderssen vor Louis Paulsen) und platzierte sich vor dem jungen Wilhelm Steinitz. In einem anschließenden Match unterlag Dubois dem späteren Weltmeister mit 5,5:3,5.
Im Jahr 1863 zog er nach den Niederlanden um. Doch bereits zwei Jahre später entschloss sich Dubois, der mit gesundheitlichen Problemen kämpfte, zur Rückkehr in seine Heimatstadt Rom. Dort war er fortan in stärkerem Maße publizistisch tätig.

## Bedeutung für das italienische Schach
Für das italienische Schach besaß Dubois in seiner Lebenszeit herausragende Bedeutung. Er war der einzige Meister von internationalem Rang und machte sich in vielfältiger Hinsicht um die Förderung des Schachs verdient. So gab er 1859 in Rom zusammen mit Augusto Ferrante die erste italienische Schachzeitschrift La Rivista degli Scacchi heraus, die ihr Erscheinen jedoch bald einstellen musste. 
Sein Wirken wurde überlagert von der anhaltenden Diskussion um die Vereinheitlichung der internationalen Schachregeln. Viele Jahre lang korrespondierte Dubois zu diesem Zweck mit französischen und russischen Meistern. Dubois erwies sich als Anhänger des Bestehenden und versuchte international für eine Übernahme der italienischen Sonderregeln zu werben. Dabei konzentrierte sich die Auseinandersetzung auf die Rochadefrage, die für die Eröffnungstheorie große Bedeutung besaß. Bereits 1845 hatte Dubois diesen Fragen ein in französischer Sprache verfasstes Buch gewidmet.
Zwischen 1868 und 1874 veröffentlichte Dubois weitere Schriften zu den Eröffnungen und zur Frage der Schachregeln, in denen er insbesondere für die Praxis der freien Rochade plädierte. Erst in den 1880er Jahren vollzog Italien schließlich den Übergang zu den modernen Regeln. In diesem Licht betrachtet, wirkte sich der Einsatz von Dubois teilweise hemmend auf das italienische Schach aus. Das Land konnte jedenfalls nach dem verzögerten Anschluss an das europäische Schach nicht mehr an seine frühere Spitzenstellung anknüpfen.

## Werke
- Les principales ouvertures du jeu des échecs dans les deux manières italienne et française, Rom 1845
- Le principali aperture del giuoco di scacchi sviluppate secondo i due diversi sistemi italiano e francese, zwei Bände, Rom 1868–1872
- L'arroccamento italiano e l'arroccamento francese e europeo, Rom 1874